# 北島康平
北島 康平（きたじま こうへい、1978年12月17日 - ）は、日本の俳優、神奈川県大和市議会議員。ワーサル所属。神奈川県横浜市泉区出身。
20代から東京都内のタレント事務所に所属。アクション俳優としてNHK大河ドラマ『鎌倉殿の13人』や映画『SP 革命編』などに出演。結婚を機に20年ほど前に大和市内に移り住んだ。
家庭では、高校3年から幼稚園児まで4姉妹の父親。娘たちが通う小学校のPTA会長6年間にわたって務めるなど子育てや教育現場の課題を目にする機会が多かった。「地域に根ざして子供たちのためにできることは何か」と考えていた頃、県議に転身した前市議から、後継として立候補するよう提案され政治の道へのチャレンジを決意した。
大和市議会議員選挙は2023年4月23日投開票が行われ北島は立憲民主党公認で出馬した。
選挙戦では「子供が第一」をモットーに、保育の充実、危険な通学路の解消などを公約に掲げた。街頭では得意のアクションも披露し「大和ファミリーとして誰もが暮らしやすい地域を作る」と訴えた。
投開票の結果、3601票を獲得し候補者35名中2位で初当選した。当選後も議員活動に全力投球し俳優活動も続けるつもり。「夢をあきらめる姿を子供には絶対に見せたくない」と覚悟している。経験や勉強不足を自覚しながらも「足りないものだらけだが、投票していただいた皆さんの期待を裏切らない仕事をする」と意気込みを語った。

## 出演

### テレビ
2004年
- テレビ東京 SD戦記ガンダムフォース
- テレビ東京開局40周年ドラマ 砦なき者
- フジテレビ 笑っていいとも!
- テレビ東京 むちゃぶり!

2005年
- TBS タイガー&ドラゴン 第8話
- TBS ビー・バップ・ハイスクール

2010年
- テレビ東京 ピラメキーノ　ざっくり戦士ピラメキッド

2013年
- フジテレビ SP革命前日 北林役
- BS11 疾風虹丸組 4～6話
- NHK Eテレ グラウクス
- TBS THE PARTNER 漁民役

2022年
- NHK　鎌倉殿の13人

### 映画
2004年
- NIN×NIN 忍者ハットリくん THE MOVIE （監督：鈴木雅之）
- CASSHERN （監督：紀里谷和明）

2005年
- 魁!!クロマティ高校 THE MOVIE（監督：山口雄大）
- デス・トランス（監督：下村勇二）

2007年
- どろろ（監督：塩田明彦）
- クローズZERO（三池崇史監督）

2009年
- カムイ外伝（崔洋一監督）
- ヘブンズ・ドア（マイケル・アリアス監督）

2013年
- コドモ警察（福田雄一監督）
- 俺はまだ本気出してないだけ（福田雄一監督） ポテト男役
- SP 革命編（波多野貴文監督） 北林役

2014年
- TOKYO TRIBE（監督：園子温）門番役
- クローズEXPLODE（監督：豊田利晃

2015年
- 新宿スワン （監督：園子温）

### CM
- トーエネック
- 日産フィナンシャル
- 衛星劇場 15周年キャンペーンCM
- 参天製薬 サンテFXネオ 忍者役
- サントリーbossブラック
- スニッカーズ